# Ванеев, Вадим Шалвович
Вадим Шалвович Ванеев (род. 10 декабря 1961 года, Цхинвал) — российский предприниматель, основатель агрокластера «Евродон». Основатель двух новых аграрных отраслей в России: промышленного производства индейки и утки.
Создал с нуля два лидирующих на рынке птицеводческих проекта, которые первыми в России начали производить продукцию из мяса индейки и утки в промышленных масштабах. Создал два российских бренда (индейка под маркой Индолина, утка под маркой Утолина) с экспортным потенциалом.
Сформировал спрос на прежде незнакомый отечественному рынку продукт, поднял потребление индейки в России («куриной стране») в десятки раз: с 76 г индейки в год на человека в 2003 году — до 2,5 кг в 2017 году.
С нуля построил в Ростовской области крупнейший в стране отраслеобразующий комплекс с замкнутым циклом производства мяса индейки и утки. Мощности возведенных объектов и внедренных технологий к 2016 году достигли 150 тыс. тонн мяса индейки и около 30 тыс. тонн мяса утки в год, что подготовило основательную почву для выхода на мировой рынок: первое соглашение о сотрудничестве было подписано с государством Бахрейн в 2018 году.
В ноябре 2018 года в форс-мажорной ситуации, связанной с птичьим гриппом, был отстранен от управления проектами решением госкорпорации ВЭБ с формулировкой «за неэффективность».
В ноябре 2019 года на Вадима Ванеева было заведено уголовное дело по невыплате заработной платы. В апреле 2020 года реабилитирован, дело закрыто в связи с отсутствием состава преступления.
В 2019 году суд по заявлению ВЭБа признал несостоятельными все предприятия ГК «Евродон», в марте 2020 года — ООО «Донстар» (производство утки).
Неоднократно отмеченному и награжденному Президентом Путиным за заслуги перед Отечеством бизнесмену были предъявлены требования в размере 47,3 млрд рублей.
В 2021 году в качестве субсидиарных соответчиков в деле о банкротстве компании «Евродон» к суду были привлечены основные кредиторы и в дальнейшем контролирующие собственники — государственная корпорация «ВЭБ», а также ряд её контрагентов.
В 2022 году суд освободил экс-владельца «Евродона» от долга в 19 миллиардов рублей и от других выросших до абсурдных претензий (суммарный предъявляемый долг Ванеева перед кредиторами превысил 100 млрд рублей), которые так и не нашли фактических подтверждений.

## Биография
Вадим Шалвович Ванеев (по-осетински Уанеты Шалвайы фырт Вадим) родился 10 декабря 1961 года в городе Цхинвал (Южная Осетия) в семье водителя и медсестры скорой помощи.
Родители — Ванеев Шалва Михайлович и Бабаева Ермония Арсеновна — учили своих трех сыновей с детства не бояться никакой работы и идти вперед, несмотря на трудности. «У нас была обычная советская семья без особого достатка. Приходилось много работать. Пока мои сверстники играли в футбол и развлекались, я с отцом строил дом и помогал матери по хозяйству», — вспоминал Ванеев в интервью деловому журналу.
Вадим Ванеев начал трудовую деятельность в 17 лет грузчиком на местном предприятии.
После службы в армии в 1983 году приехал в Ростовскую область.
Поступил в Новочеркасский политехнический институт и окончил в 1988 году с дипломом «Инженер-механик».
В институте начал предпринимательскую деятельность.
Семья: Сыновья Алан, Арсен, Руслан и дочь Мира.

## Предпринимательская деятельность

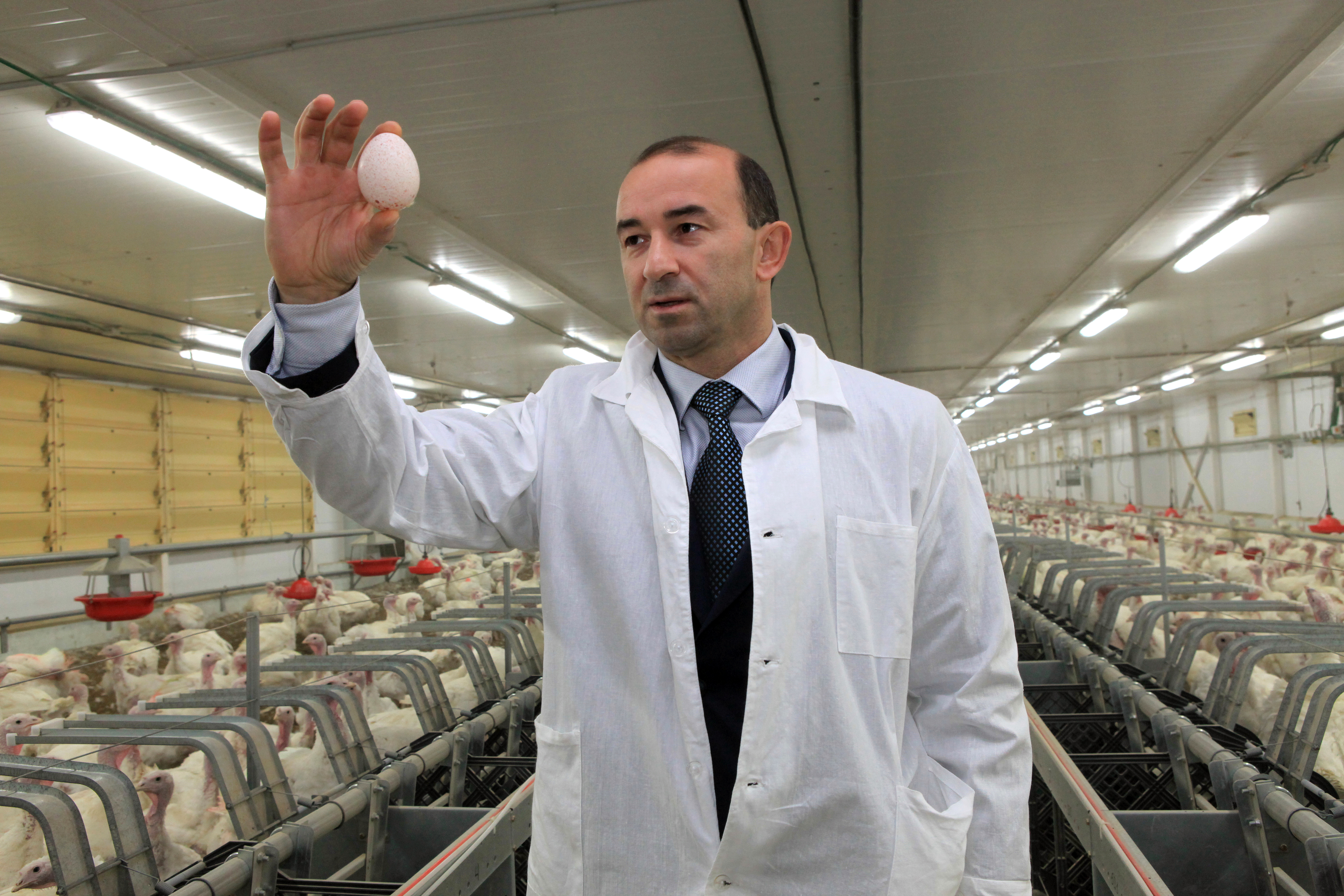
Первое промышленное родительское яйцо в отрасли индейководства было выведено в 2010 году

В 1988 году создал и возглавил МПКО «Дончак», построил ресторан «Мишель», который вырос в один из крупных развлекательных центров города Шахты. Открыл первый на юге России супермаркет и создал алкогольную дистрибьюторскую компанию «Мишель-Алко».
В 2003 году приступил к строительству в Ростовской области промышленного комплекса по производству и переработке мяса индейки ООО «Евродон». Разработал стратегию выхода на рынок и лидерства в сегменте производства и переработки мяса индейки.
В 2005 году запустил проект по производству мяса индейки, обеспечивающий качественным продуктом все регионы России.
В 2006 году создал торговую марку «Индолина». Ассортимент изначально составлял более 200 видов продукции, из них более 40 наименований — продукция глубокой переработки.
В 2009 году создал первую в России компанию по производству коммерческого яйца индейки, чем обеспечил производство собственным инкубационным яйцом.
В 2010 году основал и возглавил компанию «Донстар» и приступил к строительству первого в России промышленного комплекса по производству мяса утки.
В 2011 году возглавил созданную им Ассоциацию производителей и переработчиков мяса водоплавающей птицы.
В 2013 году наладил производство мяса утки в промышленных объёмах, а в 2014 году вывел на российский рынок продукцию компании «Донстар», которая реализовывалась под торговой маркой «Утолина». В 2017 году производство достигло объёма в 2,5 тыс. тонн мяса утки в месяц.
В 2014 году начал модернизацию и строительство новых агрокомплексов расчётной мощностью более 200 тыс. тонн мяса индейки в год.
В 2015 году построил и запустил новый комбикормовый завод и инкубатор, а также произвел технологический запуск нового мясоперерабатывающего комбината, способного производить более 150 тысяч тонн мяса индейки в год.
Создал в аграрной сфере 7 тысяч высокопроизводительных рабочих мест.
В 2016 году благодаря запуску новых мощностей производство было выведено на рекордные суточные объёмы свыше 500 тонн в сутки. Всего за год было произведено 74,5 тыс. тонн мяса индейки и 26 тыс. тонн мяса утки.
В 2017 году добился уникальных для российского рынка показателей: 12,5 тыс. тонн мяса индейки в месяц. Ближайшие конкуренты столько производят примерно за 2,5 месяца, то есть почти за квартал.
Со старта проекта под руководством Вадима Ванева на российский рынок выпущено более 400 тысяч тонн мяса индейки и около 100 тыс. тонн мяса утки.
Созданное производство по своим технологическим возможностям является самым современным в Европе.
С декабря 2017 года под его руководством производилось для российского рынка более 500 тонн мяса индейки и 100 тонн утки в сутки. Всего со старта проекта произвел полезного продукта по 3,5 кг на каждого россиянина.
Будучи генеральным директором компании «Донстар», Вадим Ванеев в 2018 году разработал и запустил проект по созданию прародительского стада утки совместно с мировыми лидерами селекции.
В 2018 году после череды форс-мажорных обстоятельств, связанных с карантинными мероприятиями 2017—2018 г.г. из-за мировой эпидемии птичьего гриппа, компания не смогла осуществить плановый платеж в ВЭБ. Решением кредитора Вадим Ванеев был снят с должности генерального директора компании «Евродон». Компания прошла процедуру банкротства.
В феврале 2021 года Вадим Ванеев признан банкротом.
Компания «Индюшкин двор», входящая в состав ГК «Дамате», воспользовалась ситуацией и правом преимущественного приобретения, купив оборудование ООО «Евродон-Юг» на сумму 68 млн рублей, в 2 раза ниже первоначальной. Практически все производственные мощности «Евродона» перешли под контроль группы «Дамате». 
Вадим Ванеев в настоящее время занимается аналитикой рынка, оказывает экспертно-консультационные услуги в составе компании «Донросс».

## Награды и достижения

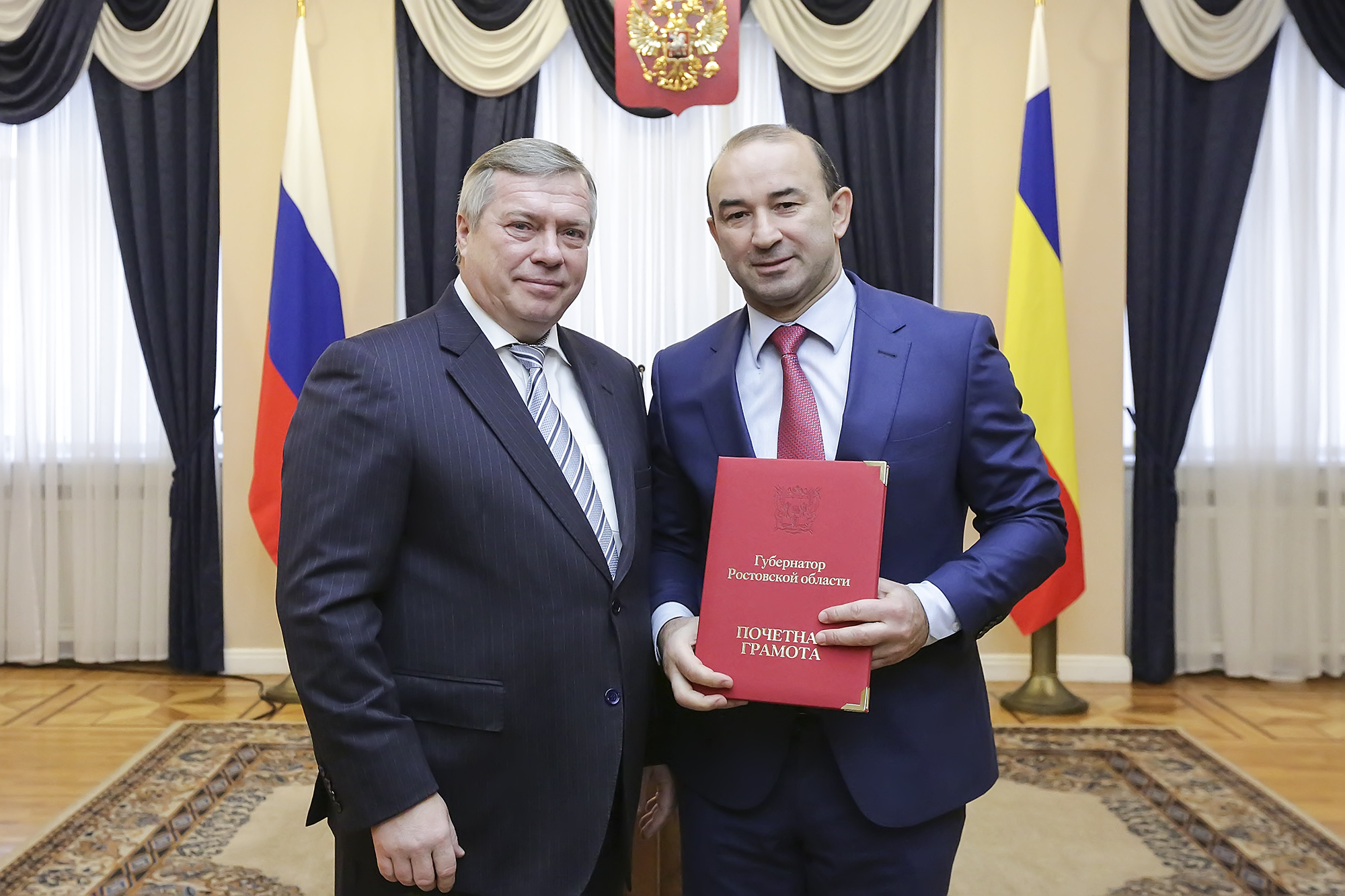
Во время вручения губернатором Ростовской области В. Ю. Голубевым почётной грамоты, 2016 год.

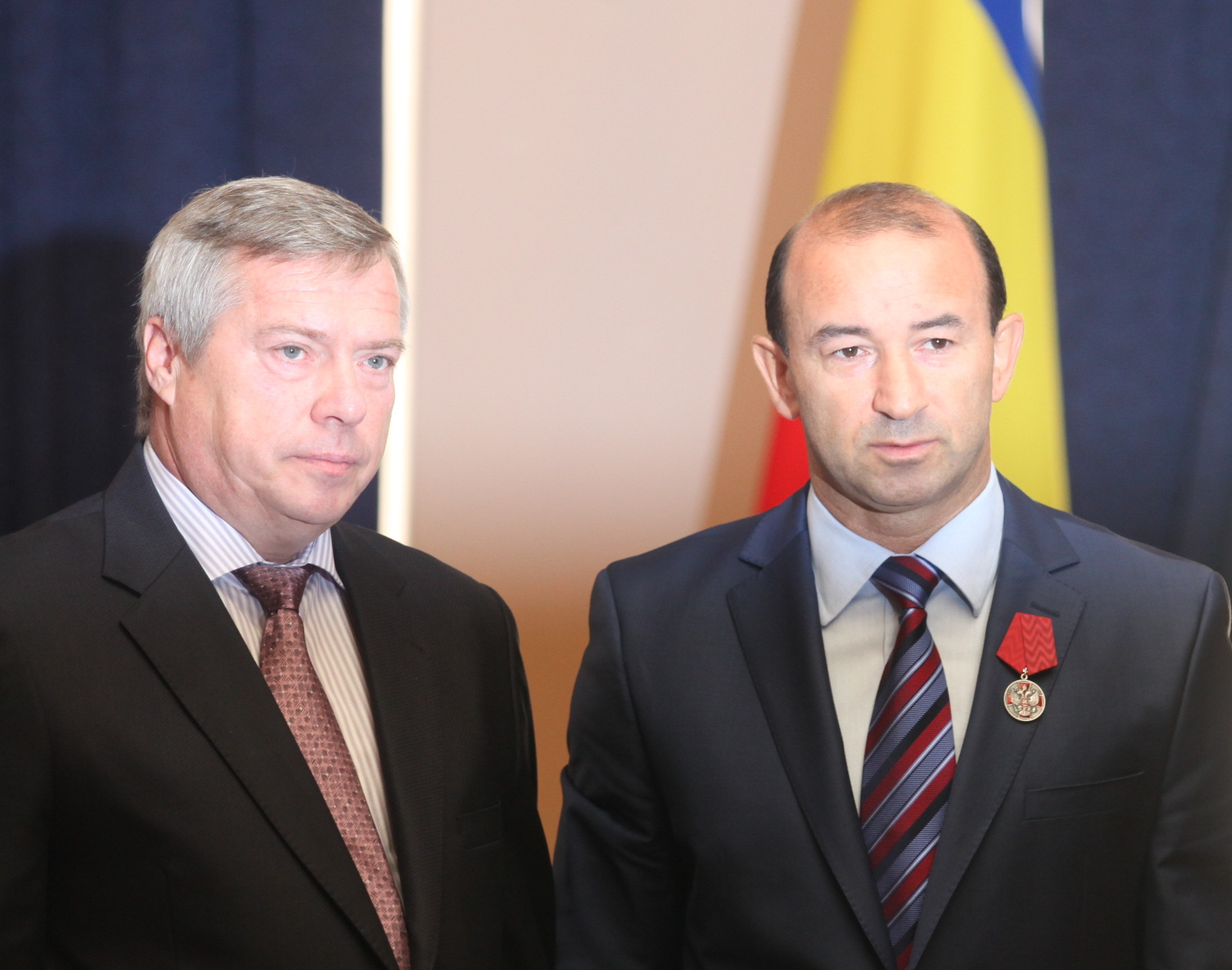
Указом Президента РФ за большой вклад в социально-экономическое развитие региона и многолетнюю добросовестную работу награжден Медалью Ордена «За заслуги перед Отечеством» II степени.

Лауреат национальной премией имени Петра Столыпина «Аграрная элита России».
В 2012 году награждён орденом Святого равноапостольного Великого князя Владимира третьей степени.
В 2013 году Указом Президента РФ за большой вклад в социально-экономическое развитие региона и многолетнюю добросовестную работу награждён медалью ордена «За заслуги перед Отечеством» II степени.
Награждён высшей медалью Минсельхоза России «За вклад в развитие агропромышленного комплекса» в 2016 году.
Награждён медалью «Во Славу Осетии» от главы РСО-Алания.
Награждён в 2017 году орденом Дружбы Южной Осетии и медалью «В ознаменование 25-летия Республики Южная Осетия»
Отмечен дипломом РСПП «За большой вклад в развитие отечественной промышленности»,
С 2012 года, включая 2016 ежегодно признается экспертами делового сообщества в числе первых во всех номинациях репутационного рейтинга деловой газеты «Город N».
Вадим Ванеев — член Национальной мясной ассоциации РФ, Мясного союза России, межведомственной рабочей группы по приоритетному нацпроекту «Развитие АПК» при комиссии при Президенте РФ. Входит в состав центрального совета Общероссийской общественной организации Российское аграрное движение (РАД).